# Zimmer Golden Spirit
Zimmer Golden Spirit – samochód osobowy klasy luksusowej produkowany pod amerykańską marką Zimmer w latach 1978–1988.

## Historia i opis modelu

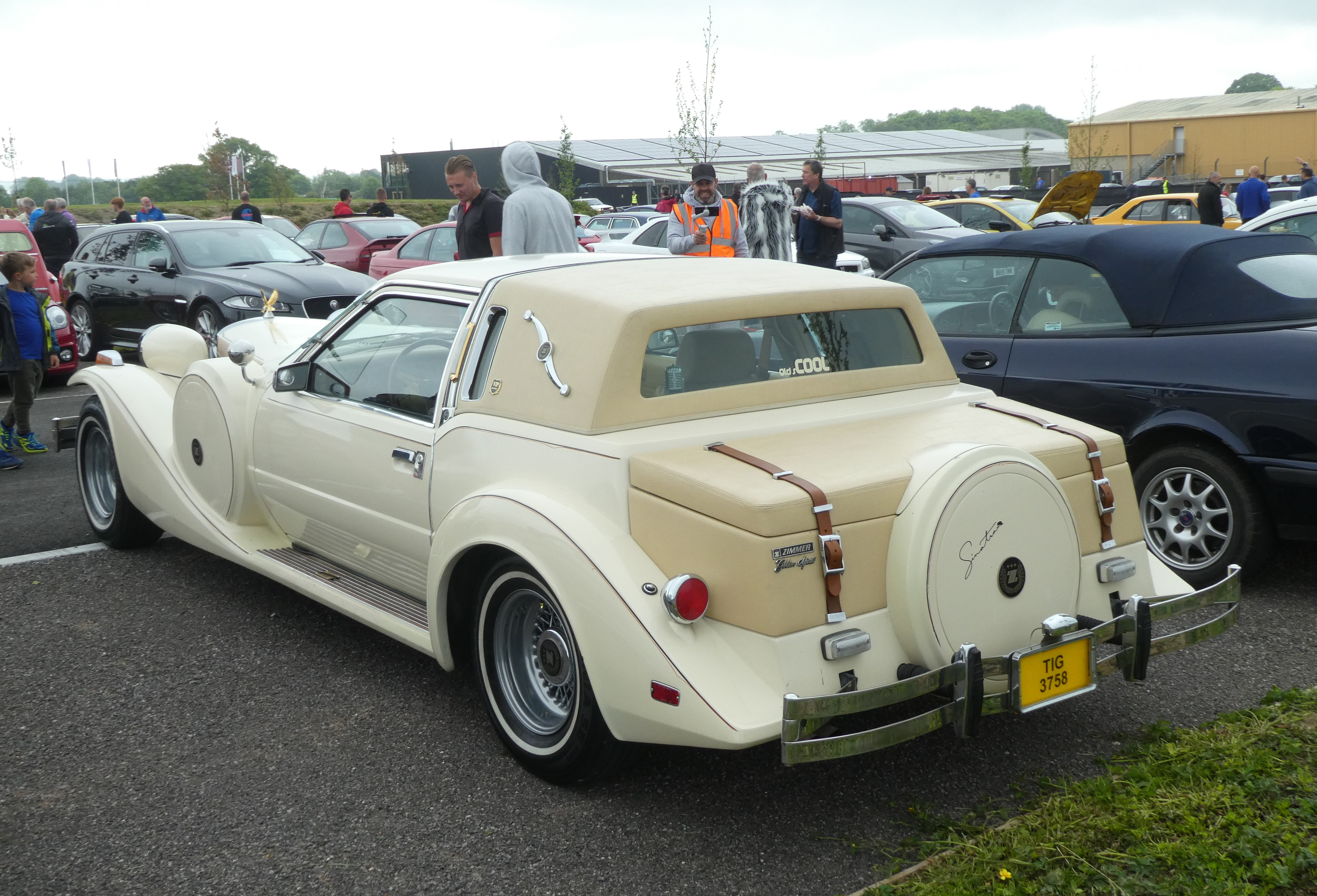
Zimmer Golden Spirit - tył

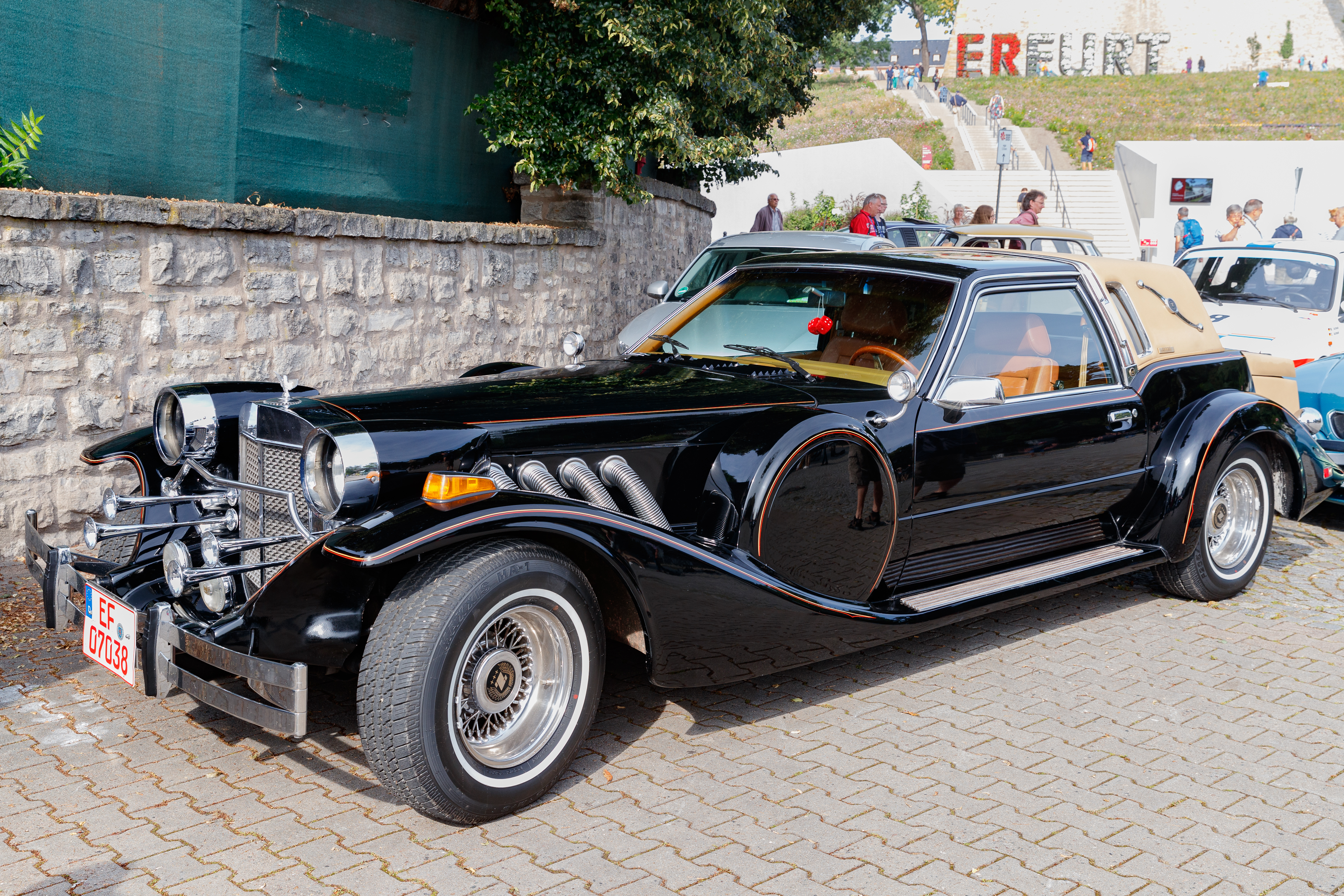
czarny Zimmer Golden Spirit

Luksusowy model Golden Spirit zadebiutował w roku założenia amerykańskiego przedsiębiorstwa Zimmer jako pierwszy model sygnowany marką z Syracuse. Za podstawę do opracowania masywnego coupe wykorzystano trzecią generację Forda Mustanga, z którego zachowano boczne drzwi, a także kabinę pasażerską włącznie z deską rozdzielczą. Jednocześnie nadano jej bardziej luksusową estetykę.
Stylistyka Zimmera Golden Spirit utrzymana została w awangardowej estetyce neoklasycznej, nawiązując w obszernym zakresie do estetyki klasycznej motoryzacji lat 30. XX wieku. Wyrażały to m.in. masywne, łukowate błotniki, pionowo osadzona chromowana atrapa chłodnicy, duże okrągłe reflektory, a także zaokrąglone pokrywy na koło zapasowe. Pomysł na stylistykę pojazdu powstał przypadkowo podczas kolacji założyciela firmy Zimmer z synem, gdy wstępny szkic narysował na kawałku serwetki.
Do napędu Golden Spirita wykorzystana została 4,9-litrowa jednostka napędowa Forda z serii Windsor typu V8, która rozwijała 231 KM mocy. Napęd przenoszony był na tylną oś, z kolei zmiana biegów odbywała się za pomocą automatycznej przekładni o 5 przełożeniach.

### Sprzedaż
Produkcja Golden Spirita odbywała się w zakładach Zimmera w mieście Pompano Beach na Florydzie, trwając w krótkiej serii przez 10 lat. Łącznie przez ten czas powstało ok. 1500 egzemplarzy, które po latach cieszą się popularnością na aukcajch wśród kolekcjonerów samochodów.

### Silnik
- V8 4.9l Ford Windsor 231 KM